# Pasiak
Pasiak – ubiór więźnia, składający się ze spodni i kurtki uszytych z materiału w pionowe (najczęściej), szerokie pasy na przemian jasne i ciemne (np. biało-czarne), jak w typowej piżamie. Do tego zestawu czasami dołączana była czapka z identycznego materiału. Ten sposób ubierania więźniów utrudnia im ucieczkę i "wmieszanie się w tłum", ponieważ w kulturze europejskiej i amerykańskiej ubranie takie odróżnia się znacznie od powszechnie noszonego.
Pasiaki wprowadzono w pierwszej połowie XIX w. w więzieniu w Auburn (USA), zorganizowanego w tzw. systemie milczenia. Jednolite uniformy więźniów w poziome pasy stały się szybko standardem w więzieniach amerykańskich. Zaczęto z nich stopniowo rezygnować w początkach XX w. 
Więźniowie nazistowskich obozów koncentracyjnych w czasie II wojny światowej ubierani byli właśnie w ten sposób. Obecnie w zakładach karnych w Europie i na świecie odchodzi się na ogół od tego rodzaju odzieży, choć np. w polskich więzieniach wydaje się osadzonym charakterystyczne beżowe kurtki z literami "ZK" (zakład karny) na plecach.